# Tarik Oulida
Tarik Oulida (født 19. januar 1974) er en tidligere hollandsk fodboldspiller.